# Ari Alexander Ergis Magnússon
Ari Alexander Ergis Magnússon est un réalisateur, scénariste et producteur de cinéma islandais né à Reykjavik, en Islande. 

## Biographie
Ari Alexander Ergis Magnússon naît à Reykjavik d'un père islandais directeur de théâtre et scénariste et d'une mère sibérienne actrice et artiste.
Magnússon emménage à Paris en 1989 pour étudier à Sorbonne Université. Il y reste un an.
Il part ensuite étudier à New York, aux États-Unis. Il obtient un Bachelor of Fine Arts de la Paris College of Art en 1996.
En 2002, Magnússon crée la Ergis Film Production, qui s'intéresse en particulier aux documentaires artistiques et a travaillé avec des artistes comme Björk, Erró, Alain Robbe-Grillet, David Lynch ou encore Yoko Ono. Magnússon a collaboré notamment avec le réalisateur islandais Fridrik Thor Fridriksson, le producteur Sigurjón Sighvatsson ou encore Hans-Ulrich Obrist, codirecteur des expositions et directeur des projets internationaux de la Serpentine Gallery à Londres.
Magnússon a reçu plusieurs prix et a été nommé au Nordic Council Film Prize en 2005 pour son documentaire musical Screaming Masterpiece, dans lequel apparaissent Björk et le groupe islandais Sigur Rós.

## Filmographie

### Réalisateur

#### Longs métrages
- 2011 : 60 Seconds of Solitude in Year Zero
- 2016 : Aumingja Ísland
- 2018 : Mihkel

#### Courts métrages
- 2006 : She Talks Icelandic
- 2011 : Lítill geimfari
- 2011 : Urna

#### Documentaires
- 2010 : Imagine Peace
- 2009 : The Word Music : Jorunn Vidar
- 2009 : The Word Music : Magnus Blondal Johannsson
- 2008 : Syndir feðranna
- 2005 : Gargandi snilld (Screaming Masterpiece)
- 2002 : Possibihilities - Möhöguleikar
- 2000 : ERRÓ - North - South - East - West

### Scénariste

#### Longs métrages
- 2016 : Aumingja Ísland
- 2018 : Mihkel

#### Courts métrages
- 2006 : She Talks Icelandic
- 2011 : Lítill geimfari
- 2011 : Urna

#### Documentaires
- 2010 : Imagine Peace
- 2009 : The Word Music : Jorunn Vidar
- 2009 : The Word Music : Magnus Blondal Johannsson
- 2008 : Syndir feðranna
- 2005 : Gargandi snilld (Screaming Masterpiece)
- 2002 : Possibihilities - Möhöguleikar
- 2000 : ERRÓ - North - South - East - West

### Producteur

#### Longs métrages
- 2005 : Gargandi snilld (Screaming masterpiece)
- 2016 : Aumingja Ísland
- 2017 : Seeing Eye Dog

#### Courts métrages
- 2006 : She Talks Icelandic
- 2011 : Lítill geimfari
- 2011 : Urna

#### Documentaires
- 2010 : Imagine Peace
- 2010 : As if We Existed
- 2009 : The Word Music : Jorunn Vidar
- 2009 : The Word Music : Magnus Blondal Johannsson
- 2005 : Gargandi snilld (Screaming Masterpiece)
- 2002 : Possibihilities - Möhöguleikar
- 2000 : ERRÓ - North - South - East - West